# Борсукувка
Борсукувка (пол. Borsukówka) — село в Польщі, у гміні Добжинево-Дуже Білостоцького повіту Підляського воєводства.
Населення — 242 особи (2011).
У 1975-1998 роках село належало до Білостоцького воєводства.

## Демографія
Демографічна структура станом на 31 березня 2011 року:
|          | Загалом | Допрацездатний вік | Працездатний вік | Постпрацездатний вік |
| -------- | ------- | ------------------ | ---------------- | -------------------- |
| Чоловіки | 135     | 23                 | 94               | 18                   |
| Жінки    | 107     | 12                 | 62               | 33                   |
| Разом    | 242     | 35                 | 156              | 51                   |